# Géomètre-cadastreur des Finances publiques
Un géomètre-cadastreur des Finances publiques (appelés couramment géomètre du cadastre) est un fonctionnaire d'État français, appartenant à un corps de catégorie B de la direction générale des Finances publiques (DGFiP, dépendant du ministère de l’Économie et des Finances).

## Métier
Le géomètre du cadastre peut exercer des tâches relatives à la topographie, au foncier ou au fiscal. Ces tâches peuvent être, de manière non exhaustive :
- la mise à jour du plan cadastral ;
- le soutien et l’assistance aux services pour la mise à jour, la confection et l’informatisation du plan cadastral ;
- la participation au calcul des bases de la fiscalité directe locale ;
- la vérification des documents d'arpentage dressés par les géomètres-experts.

## Recrutement
Les techniciens-géomètres du cadastre sont recrutés sur concours (externe ou interne), sur liste d’aptitude ou par voie d’examen professionnel. En 2024, 55 places étaient proposées au concours.

## Formation et promotions
Les lauréats du concours de technicien-géomètre bénéficient d'une formation de douze mois qui se décline en neuf mois de formation à l'établissement toulousain de l'École nationale des Finances publiques (ENFiP) et trois mois de stage en service. Il existe trois grades de géomètre cadastreur : technicien-géomètre, géomètre et géomètre principal.

## Particularités
Contrairement au géomètre-expert ou au géomètre-topographe, Le géomètre du cadastre est un fonctionnaire. Ses missions topographiques concernent essentiellement la mise à jour du bâti et la rénovation du plan cadastral (remaniement), tandis que le géomètre-expert est seul habilité à fixer les limites des biens fonciers.
Le géomètre du cadastre est assermenté et a le droit de pénétrer sur les propriétés privées dans le cadre de ses missions,.
Le refus de le laisser accéder peut être passible de poursuite.